# Сен-Пер-ан-Ре
Сен-Пер-ан-Ре (фр. Saint-Père-en-Retz) — коммуна на западе Франции, находится в регионе Пеи-де-ла-Луар, департамент Атлантическая Луара, округ Сен-Назер, кантон Сен-Бревен-ле-Пен. Расположена в 43 км к западу от Нанта и в 18 км к югу от Сен-Назера на территории исторической области Земли Ре.
Население (2017) — 4 564 человека.

## Достопримечательности
- Церковь Святого Петра XIX века
- Менгир Ла-Ривере

## Экономика
Структура занятости населения:
- сельское хозяйство — 8,1 %
- промышленность — 22,8 %
- строительство — 23,1 %
- торговля, транспорт и сфера услуг — 24,2 %
- государственные и муниципальные службы — 21,8 %

Уровень безработицы (2017 год) — 9,3 % (Франция в целом — 13,4 %, департамент Атлантическая Луара — 11,6 %). 

Среднегодовой доход на 1 человека, евро (2017 год) — 20 420 (Франция в целом — 21 110, департамент Атлантическая Луара — 21 910).

## Демография
Динамика численности населения, чел.

## Администрация
Пост мэра Сен-Пер-ан-Ре с 2017 года занимает Жан-Пьер Одлен (Jean-Pierre Audelin). На муниципальных выборах 2020 года его правый список был единственным.
| Период | Период | Фамилия            | Партия                             | Примечания                                      |
| ------ | ------ | ------------------ | ---------------------------------- | ----------------------------------------------- |
| 1965   | 1977   | Жорж Ледюк         |                                    | коммерсант                                      |
| 1977   | 1989   | Жан Шарье          |                                    | часовщик-ювелир                                 |
| 1989   | 2001   | Сюзан Верак        | Объединение в поддержку Республики | нотариус, член Генерального совета департамента |
| 2001   | 2008   | Мишель Брюно-Леруа |                                    | бухгалтер                                       |
| 2008   | 2017   | Жозеф Гийу         | Разные правые                      | работник банка                                  |
| 2017   |        | Жан-Пьер Одлен     | Разные правые                      | пенсионер                                       |

## Галерея

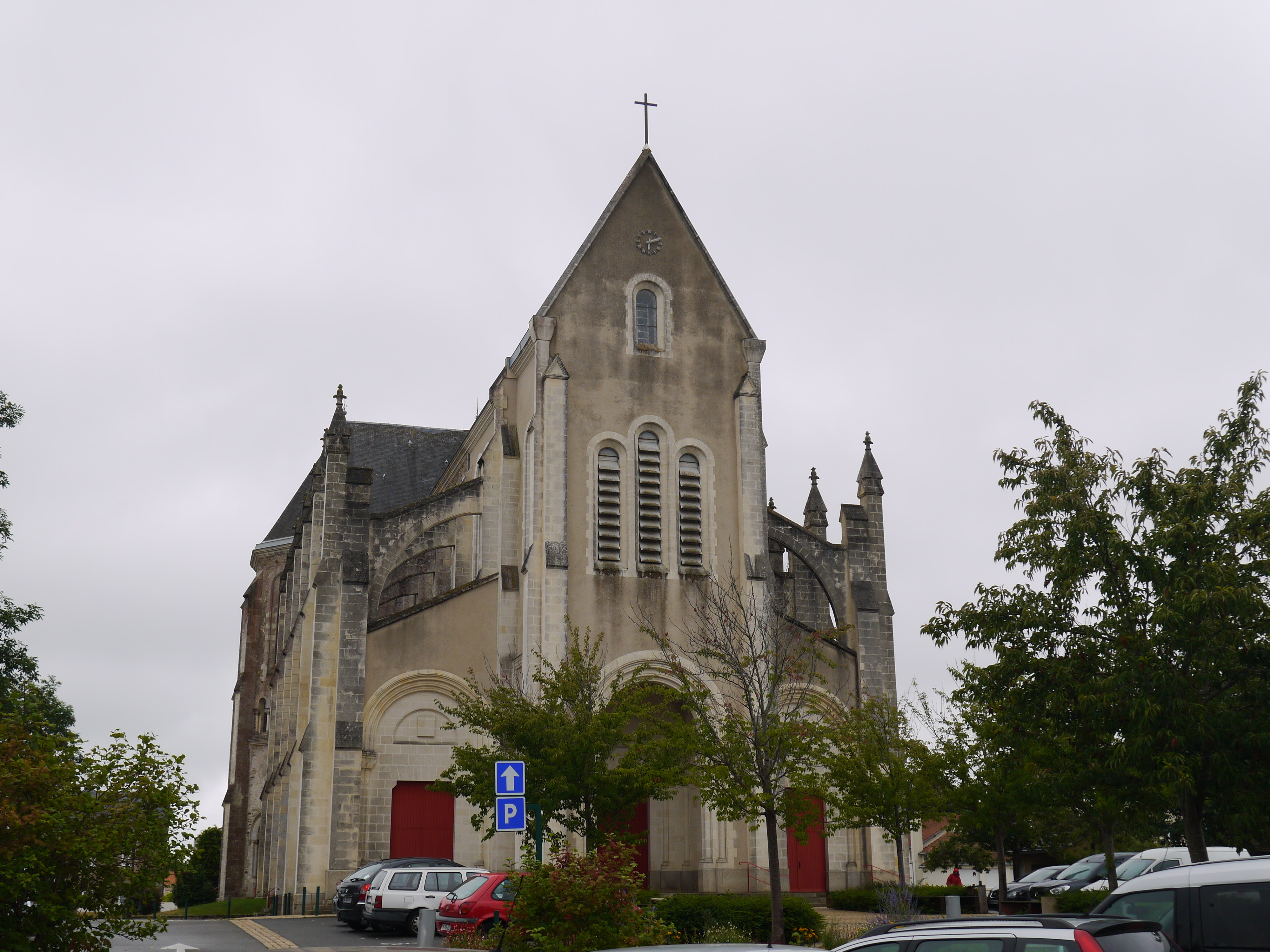
Церковь Святого Петра
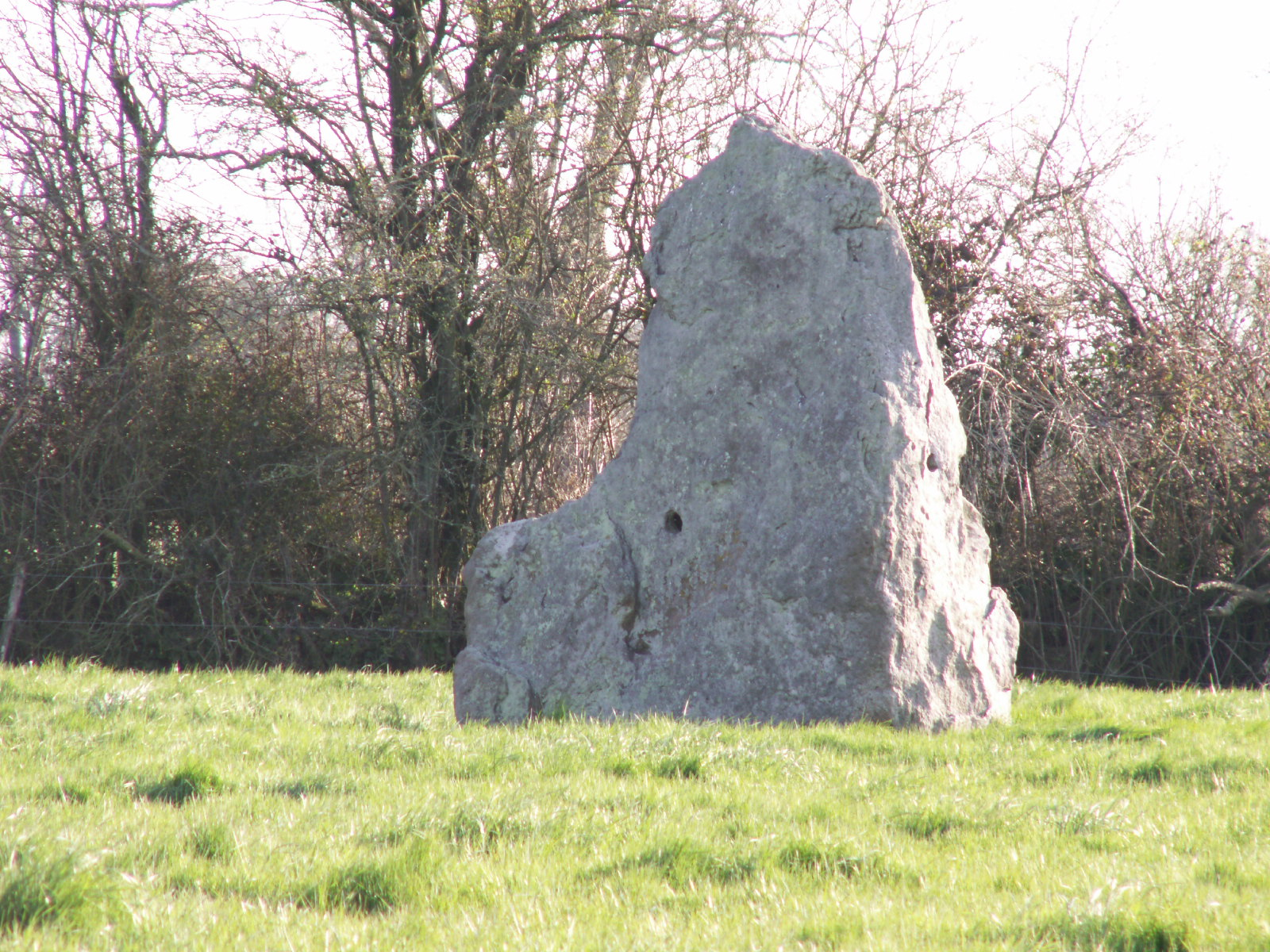
Менгир Ла-Ривере